# Hareø
Hareø är en ö i Grönland (Kungariket Danmark).   Den ligger i kommunen Qaasuitsup, i den västra delen av Grönland. Arean är 112 kvadratkilometer.
Terrängen på Hareø är lite kuperad. Öns högsta punkt är 500 meter över havet. Den sträcker sig 13,2 kilometer i nord-sydlig riktning, och 14,0 kilometer i öst-västlig riktning.